# Santiago (tiểu vùng)
Santiago là một tiểu vùng thuộc bang Rio Grande do Sul, Brasil. Tiều vùng này có diện tích 11214 km², dân số năm 2007 là 110750 người.